# Kupino (obwód samarski)
Kupino (ros. Купино) – wieś (sieło) w Rosji, w obwodzie samarskim, w rejonie biezienczuckim. W 2010 liczyła 873 mieszkańców.